# قط أوزاري
قط أوزاري (بالإنجليزية: Ussuri cat)‏ ، هي إحدى سلالات القطط النادرة ، أصلها من روسيا من منطقة نهر آمور .